# John Elliotson
John Elliotson, né le 29 octobre 1791 à Londres et mort le 29 juillet 1868 dans la même ville, est un médecin anglais connu pour sa pratique du magnétisme animal et de la phrénologie.

## Biographie
Elliotson étudie la médecine à l'université d'Édimbourg de 1805 à 1810. Durant ses études, il est influencé par le philosophe Thomas Brown. De 1810 à 1821, il poursuit ses études de médecine à l'université de Cambridge. En 1831 il devient professeur à l'université de Londres et, en 1834, il devient médecin à l'hôpital universitaire de Londres.
En raison de sa pratique du magnétisme animal, Elliotson est amené à démissionner de son poste à l'université en 1838, sous la pression du journal médical The Lancet, dont le directeur, Thomas Wakley avait été originairement favorable au magnétisme. Elliotson continue néanmoins à pratiquer le magnétisme animal. De 1843 à 1856, il édite une revue, The Zoist, consacrée exclusivement à ce sujet. En 1849, il fonde un hôpital destiné à la pratique du magnétisme animal.
Elliotson est l'un des premiers médecins britanniques à encourager l'usage du stéthoscope.
Il est élu membre de la Royal Society le 19 mars 1829) et du Royal College of Physicians.

## Publications
- (en) Cases of the Hydrocyanic or Prussic Acid, 1820
- (en) Lectures on Diseases of the Heart, 1830
- (en) Principles and Practice of Medicine, 1839
- (en) Human Physiology, 1840
- (en) Surgical Operations in the Mesmeric State without Pain, 1843